# سیارک ۱۱۷۰
سیارک ۱۱۷۰ (به انگلیسی: 1170 Siva، نامگذاری:1930SQ) هزار و صد و هفتادمین سیارک کشف شده‌است که در ۲۹ سپتامبر ۱۹۳۰ کشف شد.
قدر مطلق سیارک برابر ۱۲٫۴۳ است.